# David Dabydeen
David Dabydeen est un poète et romancier guyanien, né en 1955.
Il est l'auteur de trois recueils de poésie : Slave Song (1984 - Commonwealth Poetry Prize et  Quiller-Couch Prize), Coolie Odyssey (1988), et Turner (1993).

## Un écrivain de la coolitude
L'auteur guyanien se mit ensuite au roman et The Intended (1991) lui valut Le Guyana Prize for Literature. Suivirent trois autres romans : Disappearance (1993), The Counting House (1996), et A Harlot’s Progress (1999).
L'auteur donne une place importante aux personnages de "seconde zone", particulièrement les immigrants, les descendants d'esclaves et les coolies.
Ce continuum est apparent dans The Counting House, traduit par Terres maudites, chez Dapper, Paris, ce qui l'inscrit comme écrivain de la coolitude.

## Un auteur important
Dabydeen a reçu le titre de « Fellow of the Royal Society of Literature », en reconnaissance de sa contribution exceptionnelle aux lettres britanniques. Il est le seul auteur des Antilles britanniques, avec le prix Nobel V.S. Naipaul, à avoir ce titre.
L'auteur dirige le département de Caribbean Studies de l'Universite de Warwick. Il est aussi l'ambassadeur du Guyana auprès de l'Unesco.